# Alain Madelin

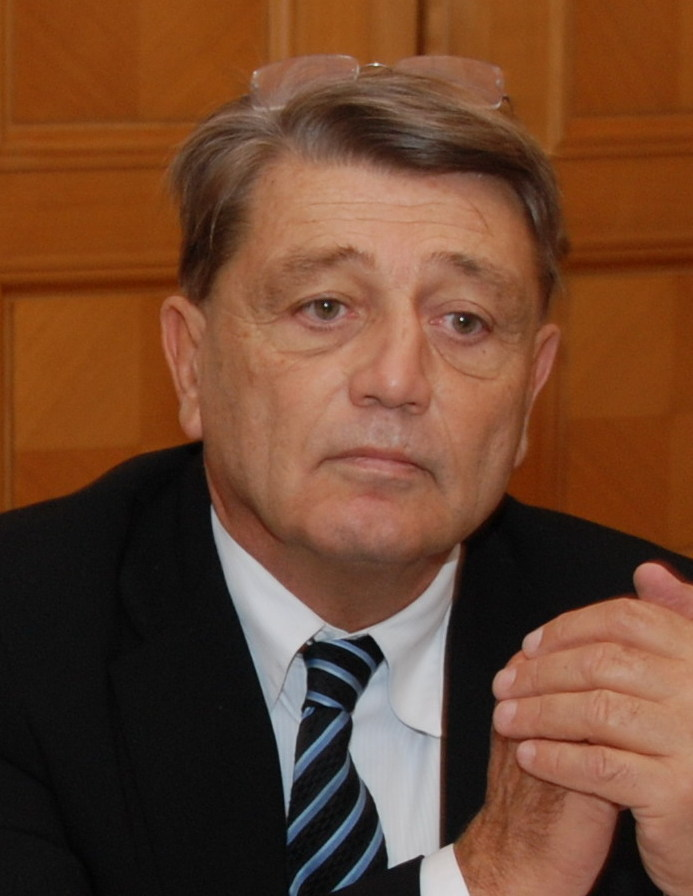
Alain Madelin (2009)

Alain-Louis Madelin (Aussprache: [alɛ̃ mad(ə)lɛ̃] ; * 26. März 1946 in Paris) ist ein rechtsliberaler französischer Politiker. Er war 1986–88 Minister für Industrie, 1993–95 für wirtschaftliche Entwicklung. Von 1997 bis 2002 war er Parteivorsitzender der Démocratie libérale, von 1999 bis 2002 Mitglied des Europäischen Parlaments, 2002 bewarb er sich erfolglos für das Amt des Staatspräsidenten.

## Herkunft, Ausbildung und Jugend als Rechtsextremist
Der Sohn eines Facharbeiters bei Renault und einer Sekretärin verbrachte seine Kindheit im Pariser Stadtteil Belleville. Als 16-jähriger Schüler am Lycée schloss er sich der rechtsextremen Fédération des étudiants nationalistes (FEN) an. 1964 nahm er ein Jurastudium an der Universität Panthéon-Assas (Paris II) auf. Im selben Jahr gehörte er zu den Gründern der rechtsextremen, antikommunistischen und pro-kolonialen Organisation Occident, die von Pierre Sidos geführt wurde. Dieser gehörten auch die ungefähr gleichaltrigen Patrick Devedjian und Gérard Longuet an, die später ebenfalls Minister des bürgerlichen Lagers wurden. Im Sommer 1965 begingen Madelin und Devedjian an der Côte d’Azur mehrere Diebstähle (u. a. ein Simca 1000 sowie Ausweispapiere), benutzten ein gefälschtes Kennzeichen und besaßen illegal eine 6,35er-Pistole. Dafür wurden beide zu je einem Jahr Gefängnis auf Bewährung verurteilt.
Bei der Präsidentschaftswahl 1965 unterstützte Madelin die Kandidatur Jean-Louis Tixier-Vignancours, einem Gegner der Unabhängigkeit Algeriens. Im Frühjahr 1966 protestierte Madelin mit der Gruppe Occident gegen die Aufführung des antikolonialistischen Stücks Les Paravents von Jean Genet im Théâtre de l’Odéon, wobei sie tote Ratten und Tränengas auf die Bühne warfen. Nach einem Überfall auf kommunistische Studenten an der Universität Rouen im Januar 1967 wurde Madelin neben zwölf anderen Occident-Aktivisten (darunter auch Devedjian und Longuet) wegen „geplanter und bewaffneter Tätlichkeit“ verurteilt und musste eine Geldstrafe von 1000 Francs bezahlen. 
Im Oktober 1968 löste sich die Gruppe Occident auf. Anschließend war Madelin für das Institut d'histoire sociale (IHS) tätig, eine arbeitgebernahe, antikommunistische Denkfabrik unter Leitung der ehemaligen Vichy-Kollaborateure Georges Albertini und Claude Harmel, die rechtsextreme Aktivisten für die bürgerliche Rechte „recyclen“ wollten. Madelin beendete sein Studium mit der Licence und wurde 1971 als Rechtsanwalt vereidigt.

## Partei
Im Herbst 1968 trat Madelin der konservativ-liberalen Partei Républicains indépendants (Unabhängige Republikaner) bei, die von Valéry Giscard d’Estaing geführt wurde. Er gehörte zur Wahlkampfmannschaft Giscard d’Estaings, der 1974 zum Präsidenten gewählt wurde. Madelin war Mitglied des 1974 von Yvan Blot, Jean-Yves Le Gallou und Henry de Lesquen gegründeten Club de l’horloge, einer nationalliberalen Denkfabrik, die eine Scharnierfunktion zwischen der gemäßigten und der extremen Rechten hat. Zudem stand er der wirtschaftsliberalen, von Industriellen und Arbeitgeberverbänden finanzierten Association pour la liberté économique et le progrès social (ALEPS) nahe. Die Républicains indépendants benannten sich 1977 in Parti républicain um, die ab 1978 zum bürgerlichen Parteienbündnis Union pour la démocratie française (UDF) gehörte. 
Madelin unterhielt enge Beziehungen zu den « Nouveaux économistes », einer Gruppe von Ökonomen um Pascal Salin, die den Lehren der Österreichischen Schule, von Ludwig von Mises und Friedrich August von Hayek anhingen. Innerhalb der PR wurde Madelin zur « bande à Léo » um François Léotard gezählt, der 1982 die Parteiführung übernahm. Sie setzten sich für ein neoliberales Programm nach dem Vorbild der Regierungen Margaret Thatchers in Großbritannien und Ronald Reagans in den USA ein. Madelin wurde in der Presse als „Verfechter“, „Hohepriester“ oder „Ideologe Nummer 1 des Liberalismus“, als „leidenschaftlicher“ oder „fanatischer Liberaler“ bezeichnet. Im Oktober 1994 gründete Madelin den Club Idées Action, dem vorwiegend Abgeordnete der PR, aber auch einzelne der RPR angehörten. Während die Mehrheit der UDF sich zu den Präsidentschaftswahlen 1995 hinter Édouard Balladur stellte, entschied sich Alain Madelin dafür, Jacques Chirac zu unterstützen. 
Nachdem die Linke den Sieg bei den Parlamentswahlen 1997 davongetragen hatte, übernahm Madelin die Führung der Republikanischen Partei. Kurz darauf benannte sich die Partei in Démocratie libérale (DL) um. Im März 1998 weigerte Alain Madelin sich, nach den Regionalwahlen die Kandidaten zu verurteilen, die vom rechtsextremen Front National unterstützt wurden, und die Démocratie libérale trat aus dem Parteienverbund der UDF aus. Madelin trat als Kandidat zur Präsidentschaftswahl 2002 an. Die meisten Abgeordneten seiner eigenen Partei unterstützten jedoch die Kandidatur Chiracs und Madelin erhielt nur 3,91 % der Wählerstimmen. Anschließend fusionierte die DL mit anderen liberalen und konservativen Kräften zur Union pour un mouvement populaire (UMP). Innerhalb dieser Partei gehörte Madelin zur wirtschaftsliberalen Strömung Les Réformateurs um Hervé Novelli und Jean-Pierre Gorges.

## Abgeordneter
Alain Madelin wurde 1978 als Abgeordneter eines Wahlkreises des Départements Ille-et-Vilaine in die Nationalversammlung gewählt. Er wurde 1981, 1988, 1993, 1995, 1997 und 2002 wiedergewählt. Während seiner Amtszeiten als Minister schied er jeweils aus dem Parlament aus. Zur Parlamentswahl 2007 trat er nicht mehr an.

## Regierungsämter
Nach dem Sieg der Mitte-rechts-Parteien bei den Parlamentswahlen 1986 war Madelin von März 1986 bis Mai 1988 Minister für Industrie, Post und Telekommunikation sowie Tourismus im ersten Cohabitations-Kabinett unter dem Premierminister Jacques Chirac. 
Von März 1993 bis Mai 1995 leitete er das Ressort für Unternehmen und wirtschaftliche Entwicklung in der Regierung von Édouard Balladur (zweite Cohabitation). Nach der Wahl Chiracs zum Staatspräsidenten ernannte dieser Madelin im Mai 1995 zum Minister für Wirtschaft und Finanzen im Kabinett Juppé I. Aufgrund der liberalen Richtung, die er vertrat – er wollte die speziellen Rentensysteme für Beschäftigte in Staatsunternehmen abschaffen – sah er sich aber nach drei Monaten zum Rücktritt gezwungen und wurde durch Jean Arthuis ersetzt.

## Kommunal- und Regionalpolitik
Von 1986 bis 1992 war Madelin Mitglied des Regionalrates der Bretagne, von 1992 bis 1998 dessen Vizepräsident. Von 1994 bis 1995 gehörte Madelin dem Generalrat des Départements Ille-et-Vilaine an. Von 1995 bis 2001 war er Bürgermeister der bretonischen Kleinstadt Redon.

## Europaparlament
Bei der Europawahl 1989 wurde Madelin ins Europäische Parlament gewählt. Er gehörte der Liberalen und Demokratischen Fraktion an und war stellvertretender Vorsitzender des Ausschusses für Wirtschaft, Währung und Industriepolitik. Nach drei Monaten legte er sein Mandat im November 1989 nieder. 
Von 1999 bis 2002 war er erneut Mitglied des Europäischen Parlaments. Diesmal saß er in der konservativen Fraktion EVP-ED, war 1999–2001 Mitglied im Ausschuss für Wirtschaft und Währung, anschließend im Haushaltsausschuss sowie Delegierter in den parlamentarischen Ausschüssen für Zusammenarbeit und Delegationen für die Beziehungen zu Kasachstan, Kirgistan, Usbekistan, Tadschikistan, Turkmenistan und der Mongolei. Nach seiner Niederlage bei der Präsidentschaftswahl legte er sein Mandat im Juni 2002 nieder.

## Beruf und Privatleben
Zurzeit ist er als Anwalt in Paris tätig. Von seiner Frau in Scheidung lebend, hat er drei Kinder.

## Publikationen
- Pour libérer l’école, l’enseignement à la carte, 1984 (Zur Befreiung der Schulen, Unterricht nach Vorgabe)
- Chers Compatriotes… Programme pour un président, 1994 (Liebe Mitbürger… Programm für einen Präsidenten)
- Quand les autruches relèveront la tête, 1995 (Wenn die Sträuße den Kopf heben werden)
- Le droit du plus faible, 1999 (Das Recht des Schwächsten)